# Байонна (округ)
Байонна (фр. Bayonne) — округ (фр. Arrondissement) во Франции, один из округов в регионе Аквитания (историческая область Франции). Департамент округа — Пиренеи Атлантические. Супрефектура — Байонна.
Население округа на 2006 год составляло 266 312 человек. Плотность населения составляет 117 чел./км². Площадь округа составляет всего 2270 км².